# Acrogonyleptes
Acrogonyleptes es un género de arácnidos de la familia Gonyleptidae.
El nombre científico fue publicado por primera vez por Roewer en 1917.

## Especies
El género incluye cuatro especies:
- Acrogonyleptes armatifrons
- Acrogonyleptes curitibae
- Acrogonyleptes exochus
- Acrogonyleptes unus